# .eg
.eg е интернет домейн от първо ниво за Египет. Администриран е от мрежа на египетските университети. Представен е през 1991 г.

## Домейни от второ ниво
- com.eg
- edu.eg
- eun.eg
- gov.eg
- mil.eg
- name.eg
- net.eg
- org.eg
- sci.eg.